# Mas d'Osor (Viladrau)
El Mas d'Osor és una masia de Viladrau (Osona) inclosa a l'Inventari del Patrimoni Arquitectònic de Catalunya.

## Descripció
Edifici civil. Masia de planta rectangular (8x12), amb diversos cossos adossats en el sector S, coberta a dues vessants amb el carener paral·lel a la façana principal encarada a migdia; està assentada en un pendent en direcció E-O, prop de la riba dreta de la Riera Major; consta de planta i dos pisos. La façana S està tancada per un mur en el sector O, i dos cossos de planta i primer pis a l'E, formant una lliça amb portal d'entrada al S; presenta un portal d'arc apuntat i una finestreta a la planta; tres finestres (una de tapada pel cobert) amb ampit motllurat al primer pis; dues finestres (una amb ornament gòtic) i dos porxos d'arc apuntat amb barana catalana al segon pis. La façana E (la més alta) presenta tres amplis contraforts adossats a la planta, dues finestretes al primer pis, i tres de pedra amb l'ampit motllurat al segon. La façana N presenta dues finestretes (una de gres vermell i amb llangardaix de forja) a la planta; dues finestres al primer pis i una de pedra amb inflexió gòtica a la llinda al segon; a l'angle NO hi ha adossat a la planta el petit cos del forn cobert a una sola vessant; en aquesta façana s'observen dos tirants de fusta que sostenen el mur. La façana O, situada al peu del camí, presenta només unportal de pedra amb llinda de fusta que mena directament al segon pis; sobre aquest hi ha el nº22 amb rajoleta blanca, i sobre el portal S el nº23, cosa que fa suposar l'existència de dos habitatges.

## Història
Les primeres referències que tenim del lloc d'Osor les trobem en un document del 6 de novembre de 1934, segons Eldemar, va legar la meitat de la casa i les terres que tenia en aquest lloc a la "domum Sancti Martini". Antic mas que probablement formava part dels 82 masos que existien en el municipi pels volts de 1340, segons consta en els documents de l'època. El trobem registrat en els fogatges de la "Parròquia i terme de Viladrau fogajat a 6 de octubre 1553 per Joan Masmiguell balle com apar en cartes 230", juntament amb altres 32 que continuaven habitats després del període de pestes, on consta un tal "Joan Montanyà al molí den Fabregues". Tenim constància que aquest mas, junt amb altres quatre de la rodalia varen pertànyer a la Parròquia de Vilalleons. Situat a la riva esquerra de l'antiga riera d'Osor, actualment anomenada Riera Major.